# Aslı Orcan
Aslı Orcan (Aydin, 27 de mayo de 1980) es una actriz turca. Es conocida por sus papeles secundarios en Karadayı y Kurt Seyit ve Şura.

## Biografía
Entre 1998 y 2013, estudió danza folclórica en el conservatorio de la Universidad del Egeo. Luego de eso, tomó un curso de actuación con la renombrada Ayla Algan.

## Filmografía

### Televisión
| Año       | Título                      | Personaje           |
| --------- | --------------------------- | ------------------- |
| 2002      | Sır Kapısı / Sırlar Dünyası | Şükran              |
| 2003      | Hekimoğlu                   |                     |
| 2006      | Kaybolan Yıllar             | Yasemin             |
| 2007      | Yemin                       | Yeşim               |
| 2007      | İki Yabancı                 | Rana                |
| 2008      | Ateş ve Barut               | Yonca               |
| 2009      | Aile Saadeti                | Marika              |
| 2009      | Cam Kırıkları               | Emel                |
| 2012-2013 | Karadayı                    | Serra Aşık          |
| 2014      | Kurt Seyit ve Şura          | Baronesa Lola       |
| 2014-2015 | Medcezir                    | Deniz Yekeli        |
| 2016-2017 | Bana Sevmeyi Anlat          | Berna Eren          |
| 2017      | Kara Yazı                   | Elif Karahan Soydaş |